# Gov. Stanford
Gov. Stanford ist eine 2B-Dampflokomotive, die ursprünglich 1862 von den Norris Locomotive Works in Philadelphia hergestellt wurde. Sie wurde am 9. November 1863 in Dienst gestellt und für den Bau der First Transcontinental Railroad in Nordamerika von der Central Pacific Railroad unter der Bahnnummer 1 verwendet. Sie war die erste Lokomotive der Central Pacific Railroad und erhielt ihren Namen zu Ehren des ersten Präsidenten der Bahngesellschaft und früheren Gouverneurs von Kalifornien, Leland Stanford.
1878 wurde das Fahrzeug umgebaut, erhielt größere Zylinder und der Kesseldruck wurde erhöht, wodurch die Zugkraft auf 11.081 lbf (49.291 N) anstieg. 1891 wurde die Lokomotive in 1174 umgezeichnet.
Die Lokomotive wurde am 20. Juli 1895 aus dem regulären Dienst genommen, dann wurde sie der Stanford University gespendet, allerdings bis 1899 nicht an die Universität geliefert. Während des Zweiten Weltkrieges wurde die Lokomotive demontiert und aufbewahrt und nach dem Wiederaufbau durch den pensionierten Southern-Pacific-Ingenieur Billy Jones wieder in der Universität ausgestellt.
In den 1960er Jahren benötigte die Universität den von der Lokomotive belegten Platz für andere Zwecke. Die Lokomotive wurde entfernt und an die Railway & Locomotive Historical Society verliehen, welche damals historische Lokomotiven und Waggons sammelte, um sie auszustellen. Daraus entstand das California State Railroad Museum in Sacramento. Die Gov. Stanford ist derzeit das Kernstück des Museums, wo sie im Erscheinungsbild von 1899 wiederhergestellt wurde.